# Northeast (Seattle)
Northeast is een stadsdistrict van Seattle, Washington. Het stadsdistrict telde 77.198 inwoners in 2010, waarvan 37.957 mannen en 39.241 vrouwen. In deze wijk is de Universiteit van Washington gevestigd.